# Tympanogaster subcostata
Tympanogaster subcostata är en skalbaggsart som först beskrevs av Deane 1933.  Tympanogaster subcostata ingår i släktet Tympanogaster och familjen vattenbrynsbaggar. Inga underarter finns listade i Catalogue of Life.